# Prodromus Flora Batavae, Editio Altera
Prodromus Flora Batavae, Editio Altera (abreviado Prodr. Fl. Bat., ed. 2) es un libro con ilustraciones y descripciones botánicas que fue escrito por el botánico holandés Roelof Benjamin van den Bosch y publicado en Leiden en 2 volúmenes en los años 1893-1916.

## Publicación
- Volumen nº 1, part 1, 1901; part 2, 1902; part 3, Apr-Dec 1904; part 4, Nov-Dec 1916;
- Volumen nº 2, part 1, Jan-Aug 1893; part 2, 1898